# Forges-la-Forêt
Forges-la-Forêt (bret. Govelioù-ar-C'hoad) – miejscowość i gmina we Francji, w regionie Bretania, w departamencie Ille-et-Vilaine.
Według danych na rok 1990 gminę zamieszkiwało 275 osób, a gęstość zaludnienia wynosiła 46 osób/km² (wśród 1269 gmin Bretanii Forges-la-Forêt plasuje się na 956. miejscu pod względem liczby ludności, natomiast pod względem powierzchni na miejscu 989.).